# Lijst van voetbalinterlands Bolivia - Venezuela (vrouwen)
Deze lijst van voetbalinterlands is een overzicht van alle officiële voetbalinterlands tussen de nationale vrouwenteams van Bolivia en Venezuela. De landen hebben tot nu toe vijf keer tegen elkaar gespeeld.

## Wedstrijden
| № | Plaats        | Datum            | Competitie                 | Wedstrijd           | Uitslag |
| - | ------------- | ---------------- | -------------------------- | ------------------- | ------- |
| 1 | Armenia       | 17 augustus 2005 | Bolivariaanse Spelen 2005  | Bolivia − Venezuela | 2 − 1   |
| 2 | Mar del Plata | 11 november 2006 | Sudamericano Femenino 2006 | Bolivia − Venezuela | 1 − 1   |
| 3 | Sucre         | 23 november 2009 | Bolivariaanse Spelen 2009  | Bolivia − Venezuela | 1 − 2   |
| 4 | Coquimbo      | 9 april 2018     | Copa América 2018          | Venezuela − Bolivia | 8 − 0   |
| 5 | Quito         | 19 juli 2025     | Copa América 2025          | Venezuela − Bolivia | 7 − 1   |

## Samenvatting
| Competitie                           | Totaal gespeeld | Winst Bolivia | Gelijk | Winst Venezuela | Doelsaldo Bolivia – Venezuela |
| ------------------------------------ | --------------- | ------------- | ------ | --------------- | ----------------------------- |
| Sudamericano Femenino / Copa América | 3               | 0             | 1      | 2               | 2 − 16                        |
| Bolivariaanse Spelen                 | 2               | 1             | 0      | 1               | 3 − 3                         |
| Totaal                               | 5               | 1             | 1      | 3               | 5 − 19                        |